# Suriname (Reino dos Países Baixos)
O Suriname foi um país constituinte do Reino dos Países Baixos entre 1954 e 1975. O país tinha total autonomia, exceto nas áreas de defesa e política externa, e participava em igualdade de condições com as Antilhas Holandesas e a própria Holanda no Reino dos Países Baixos. O país tornou-se totalmente independente como República do Suriname em 25 de novembro de 1975.

## História
A origem da reforma administrativa de 1954 foi a Carta do Atlântico de 1941 (que declara "o direito de todos os povos de escolher a forma de governo sob a qual viverão" e o desejo de "um sistema permanente de segurança geral"), que foi assinada pelos Países Baixos em 1º de janeiro de 1942. Mudanças foram propostas no discurso de rádio de 7 de dezembro de 1942 pela Rainha Guilhermina. Neste discurso, a rainha, em nome do governo neerlandês no exílio em Londres, expressou o desejo de rever as relações entre a Holanda e suas colônias após o fim da guerra. Após a libertação, o governo convocaria uma conferência para chegar a um acordo no qual os territórios ultramarinos poderiam participar da administração do reino em condições de igualdade. Inicialmente, este discurso tinha propósitos de propaganda; o governo holandês tinha as Índias Orientais Neerlandesas (hoje Indonésia) em mente e esperava apaziguar a opinião pública nos Estados Unidos, que se tornara cética em relação ao colonialismo. 
Depois que a Indonésia se tornou independente, uma construção federal foi considerada muito pesada, pois as economias do Suriname e das Antilhas Neerlandesas eram insignificantes comparadas à dos Países Baixos. Na carta, promulgada em 1954, o Suriname e as Antilhas Holandesas obtiveram cada um um Ministro Plenipotenciário baseado nos Países Baixos, que tinha o direito de participar das reuniões do gabinete holandês quando este discutisse assuntos que se aplicassem ao reino como um todo, quando esses assuntos se referissem diretamente ao Suriname e/ou às Antilhas Holandesas. Delegados do Suriname e das Antilhas Holandesas puderam participar das sessões da Primeira e Segunda Câmaras dos Estados Gerais . Um membro estrangeiro poderia ser adicionado ao Conselho de Estado quando apropriado. De acordo com a carta, o Suriname e as Antilhas Holandesas também foram autorizados a alterar as suas “Leis Básicas” (Staatsregeling). O direito dos dois países autónomos de abandonarem o reino unilateralmente não foi reconhecido; no entanto, também estipulou que a carta poderia ser dissolvida por consulta mútua. 

### Rumo à independência
Em 1954 e durante a década de 1950, o governo neerlandês se opôs fortemente à ideia de independência total para sua antiga colônia. O Suriname recebeu autonomia de longo alcance para mantê-lo dentro do reino. Isso mudou na década de 1960, especialmente após a crise da Nova Guiné Neerlandesa de 1962 e os tumultos em Curaçau em 1969. Na década de 1960, praticamente todos os partidos no parlamento holandês começaram a apoiar a ideia de independência total para o Suriname o mais rápido possível. As antigas colônias no Caribe se tornaram um fardo fiscal e o governo holandês perdeu o controle sobre sua administração interna. O Partido Trabalhista Neerlandês acrescentou a esses raciocínios políticos e econômicos um argumento ideológico: o colonialismo era considerado errado e todos os seus resquícios, como a inclusão de Sobrenome e das Antilhas Holandesas no Reino dos Países Baixos, deveriam ser eliminados. 
O gabinete Den Uyl assumiu o poder em maio de 1973 e declarou que os países caribenhos dentro do reino se tornariam independentes durante seu mandato. As Antilhas Holandesas rejeitaram a ideia, mas o Suriname estava disposto a conversar. O governo surinamês de Jules Sedney argumentou que os Países Baixos estavam a agir com pressa indevida e que a independência exigia um planeamento a longo prazo.  No entanto, o governo recém-eleito de Henck Arron aceitou o convite de Den Uyl para que o Suriname se tornasse independente até o final de 1975. Após longas negociações e com um pacote de indemnização muito substancial no valor de 3,5 milhões de florins neerlandeses de ajuda holandesa,  O Suriname tornou-se independente em 25 de Novembro de 1975. Em 21 de novembro, a estátua da Rainha Wilhelmina foi removida da Oranjeplein e substituída pela bandeira do Suriname. Oranjeplein foi renomeada como Praça da Independência. A bandeira holandesa foi baixada pela última vez na noite de 24 de novembro. Uma grande festa começou por volta da meia-noite. O primeiro dia da República independente do Suriname foi celebrado na companhia da Princesa Beatrix, do Príncipe Claus e do Primeiro Ministro Den Uyl. Em 25 de novembro, o ex-governador Ferrier foi empossado como presidente, enquanto em Haia a rainha Juliana assinou o tratado de soberania. 

## Guiana Neerlandesa
O termo Guiana Neerlandesa (em neerlandês: Nederlands Guiana) é frequentemente usado não oficialmente para o Suriname, em uma analogia à Guiana Britânica e à Guiana Francesa. Oficialmente, o nome sempre foi Surinam ou Suriname, tanto em neerlandês quanto em inglês,  Antes de 1814, no entanto, havia várias colônias neerlandesas nas Guianas: Suriname, Berbice, Essequibo, Demerara e Pomeroon. Os quatro últimos foram assumidos pelo Reino Unido em 1814 e unidos à Guiana Britânica em 1831. O termo Guiana Neerlandesa aplicado ao período anterior a 1814 não descreve uma entidade política distinta, mas sim um grupo de colônias sob soberania holandesa.  Portanto, o termo "Governador da Guiana Neerlandesa" não deve causar confusão se aplicado ao período posterior a 1814. Antes de 1814, no entanto, seu uso era incorreto porque o governador do Suriname não governava as outras colônias holandesas nas Guianas.

#### Online
- TRIS online
- TRIS